# Hanna Honthy

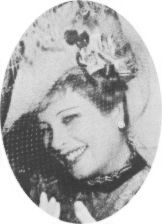
Hanna Honthy (um 1933)

Hanna Honthy (* als Hajnalka Hügel am 21. Februar 1893 in Budapest, Königreich Ungarn; † 30. Dezember 1978 in Budapest) war eine ungarische Schauspielerin und Operettenprimadonna.

## Leben
Honthy wurde als Tochter des Druckers János Hügel und seiner Ehefrau, der Näherin Emma im Budapester Stadtbezirk Elisabethstadt geboren. Im Alter von zehn Jahren wurde sie in die Ballettschule der Ungarischen Staatsoper aufgenommen. Privaten Schauspielunterricht erhielt sie 1914–1915 von Szidi Rákosi und 1915–1917 von Ödön Bárdi. Später war Georg Anthes ihr Gesangslehrer. Von 1925 bis 1927 und ab 1949 war sie Mitglied im Fővárosi Operettszínház in Budapest (Hauptstädtisches Operettentheater).
Zu ihren späten Glanzrollen zählte die Rolle der Mutter von Edwin in einer 1954 extra für sie umgearbeiteten Fassung von Emmerich Kálmáns Die Csárdásfürstin. István Békeffi und Dezső Kellér schufen aus der Sprechrolle der Anhilte die deutlich erweiterte Sopranrolle der Cecília. Diese Fassung der Operette ist jene, die bis heute in Ungarn üblicherweise aufgeführt wird.
Honthy war dreimal verheiratet.

## Werke (Auswahl)
Bühne

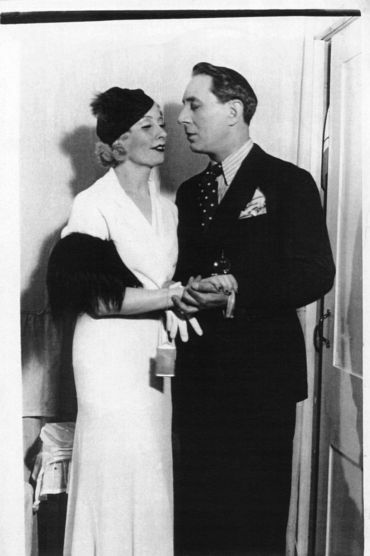
Hanna Honthy und Jenő Törzs (Michael Eisemann: Ein Kuss und sonst gar nichts, Magyar Színház, 1933)

- Hannerl (Schubert–Berté: Das Dreimäderlhaus)
- Königin (Albert Szirmai: Mézeskalács)
- Ilona von Körösházy (Franz Lehár: Zigeunerliebe)
- Friederike (Franz Lehár: Friederike)
- Antónia (Jenő Huszka: Oberleutnant Maria)
- Großherzogin Anna (Jacques Offenbach: Die Großherzogin von Gerolstein)
- Hansi (László Lajtai: Három tavasz)
- Juliette, Mme Fleury (Franz Lehár: Der Graf von Luxemburg)
- Cecília (im Original: Anhilte) (Emmerich Kálmán: Die Csárdásfürstin)
- Lilian (Carlo De Fries: A romantikus asszony)
- Julia (Paul Abraham: Julia)
- Nadja Petrovna (Paul Abraham: Der weiße Schwan)

Kinofilme
- Budapesti hangos filmkabaré (1931)
- Régi nyár (1941)
- Déryné (1951)
- Díszelőadás (1955)
- Bástyasétány '74 (1974)

Fernsehfilme
- Csárdáskirálynő (1963)
- Nyolcvanéves Cecília (1973)

## Ehrungen (Auswahl)
Honthy erhielt 1953 den Kossuth-Preis.

## Literatur

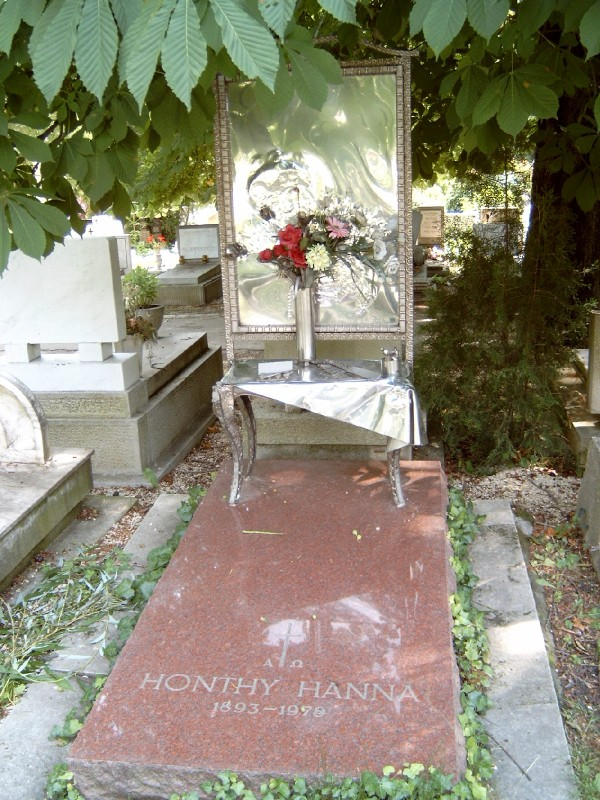
Honthys Grab in Budapest, Friedhof Farkasréti temető 25-1-61 gestaltet von Imre Varga